# Большое Бранное
Большо́е Бра́нное — пресноводное озеро на севере Псковской области России, находится на территории Гдовского района.
Расположено в южной части района, в 20 километрах к востоку от юго-восточного берега Чудского озера и в 44 километрах к юг-юго-востоку от Гдова. В 300 м к западу лежит озеро Малое Бранное. Большое Бранное находится на высоте 35,5 метра над уровнем моря. Форма озера близка к овальной, его длина около 1,3 км, ширина в северной части достигает 0,8 км. Острова отсутствуют. Площадь водной поверхности — 0,7 км², площадь водосбора — 31,5 км². Максимальная глубина 1,5 м при средней глубине 1,1 м.
Впадает небольшой ручей без названия, а также малая река Бранка. Бранка вытекает на севере и впадает в озеро Вяжище (бассейн озера Чудского озера). Берега низкие, слабо изрезаны, покрыты заболоченным лесом со всех сторон. Дно илистое, присутствуют сплавины и коряги. Подъезд к озеру отсутствует. Случаются заморы.
В водоёме водятся окунь, плотва и вьюн.